# Гирло

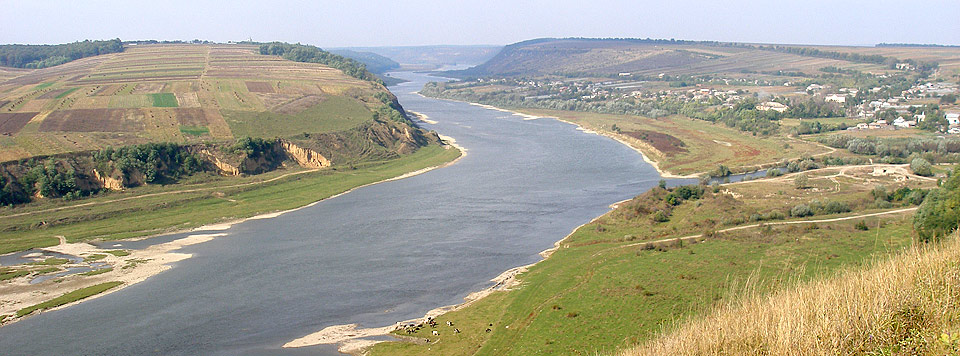
Місце впадіння річки Серет (праворуч) у річку Дністер

Ги́рло (заст. укр. гірло), рідко у́стя — місце впадіння річки в озеро, водосховище, море або в іншу річку.
Розрізняють такі види гирл:
- просте гирло

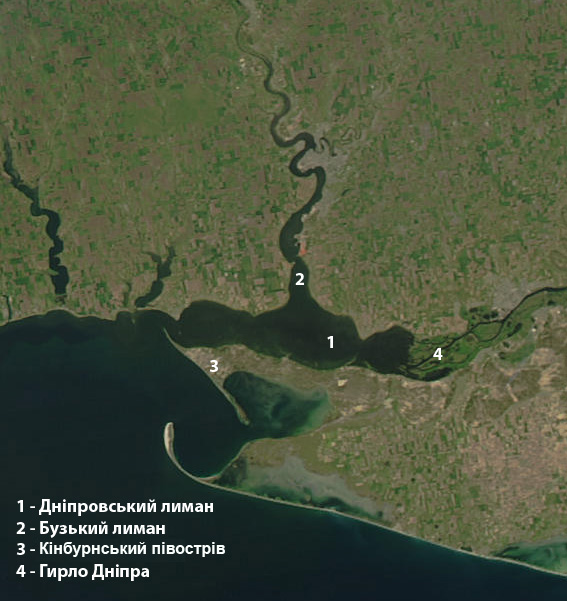
Дніпровсько-Бузький лиман

- дельта (розгалужене на рукави та протоки)
- естуарій (лійкоподібне розширене пониззя)
- лиманне (затоплена річкова долина, що перетворилася на мілку затоку)
- сліпе (коли річка губиться в пісках чи болотах)
- висяче (характерне для річок із меншою, ніж у головної річки, інтенсивністю глибинної ерозії).

Для річок України властиві переважно прості гирла, частково — лиманні (Південний Буг, Дніпро, Дністер, Молочна), Дунай — дельта.